# بشر در ماه
مرد در ماه یا بشر در ماه (به انگلیسی: The Man in the Moone)، کتابی است که نویسندهٔ آن فرانسیس گادوین (۱۵۶۲ تا ۱۶۳۳)، روحانی و اسقف کلیسای انگلستان در توصیف یک «سفرِ اکتشافی تخیلی» در اواخر ۱۶۲۰ میلادی نوشته‌است.

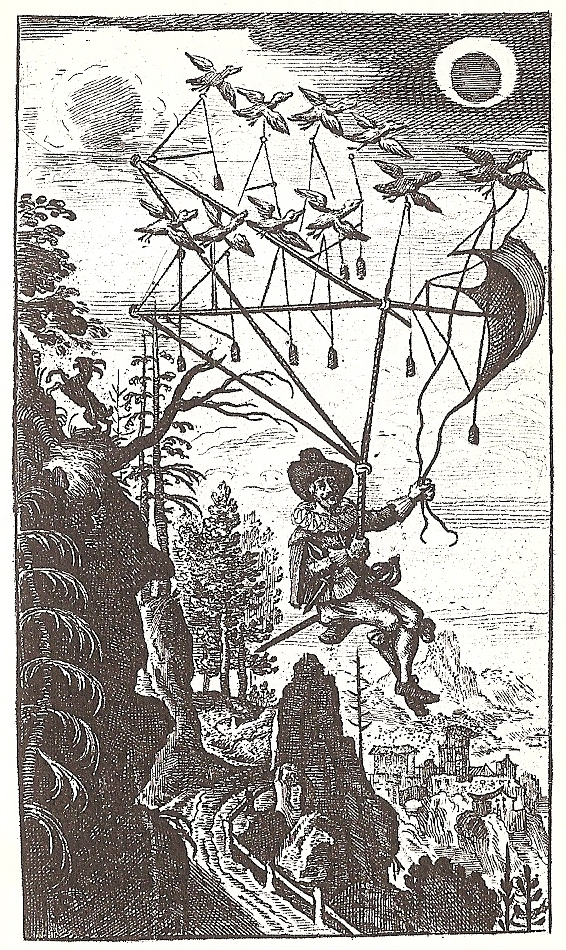
نگارهٔ روی جلد «پرواز به ماه» ترجمه آلمانی به انگلیسی، ۱۶۵۹

تا مدت‌ها تصور می‌رفت که این نوشته یکی از آثار اولیهٔ او باشد، در حالی که امروز به طور کلی باور بر این است که این کتاب در اواخر دههٔ ۱۶۲۰ نوشته شده‌است. این کتاب پس از درگذشت نویسنده‌اش، برای اولین بار در سال ۱۶۳۸ با نام مستعار «دومینگو گنزالس» منتشر شد. این اثر به خاطر؛ نقش قابل توجه آن برآنچه که در آن زمان «نجوم جدید»، شاخه‌ای از اخترشناسی که به ویژه توسط نیکلاس کوپرنیک، تنها ستاره‌شناسی که با ذکر نام از او یاد شده، اهمیت دارد، هرچند که این کتاب از نظریه‌های یوهانس کپلر و ویلیام گیلبرت نیز یاد می‌کند. نظریهٔ اخترشناسی گودوین تا حدود زیادی از «پیام نجومیِ» گالیله (۱۶۱۰) تأثیر پذیرفته است، اما بر خلاف گالیله، گادوین پیشنهاد می‌کند که لکه‌های تیره بر روی ماه دریاهای ماه هستند، یکی از بسیار همانندی‌های گسترده با رمان «سومنیوم» کپلر در «رویاهای نجومی ماه یا ...» در ۱۶۳۴.